# Kodeks 0239
Kodeks 0239 (Gregory-Aland no. 0239) – grecko-koptyjski kodeks uncjalny Nowego Testamentu na pergaminie, datowany metodą paleograficzną na VII wiek. Przechowywany jest w Londynie. Tekst rękopisu jest wykorzystywany we współczesnych wydaniach greckiego Nowego Testamentu.

## Opis
Do XX wieku zachowała się tylko jedna pergaminowa karta rękopisu, z greckim tekstem Ewangelii Łukasza (2,27-30.34). Tekst koptyjski zawiera tekst Łk 2,24-27. Karty kodeksu mają rozmiar 26 na 21 cm. Tekst pisany jest dwiema kolumnami na stronę, 25 linijkami w kolumnie.

## Tekst
Tekst rękopisu reprezentuje aleksandryjską tradycję tekstualną. Kurt Aland zaklasyfikował tekst rękopisu do kategorii III.

## Historia
INTF datuje rękopis na VII wiek . Odkryty został w Egipcie, w Fajum.
Na listę greckich rękopisów Nowego Testamentu wciągnął go Kurt Aland w 1954 roku, oznaczając go przy pomocy siglum 0239. Rękopis jest wykorzystywany w krytycznych wydaniach greckiego Nowego Testamentu.
Koptyjski tekst fragmentu opublikował Walter Ewing Crum w 1905 roku (P. Lond. Copt. 502). Grecki tekst fragmentu opublikował H.L. Heller w 1969 roku.
Rękopis jest przechowywany w British Library (Oriental 4717 (16)) w Londynie .